# Morpho staudingeri
Morpho staudingeri is een vlinder uit de familie Nymphalidae. De wetenschappelijke naam van de soort is voor het eerst geldig gepubliceerd in 1927 door Friedrich Wilhelm Niepelt.